# Uno Liivaku
Uno Liivaku (bis 1937 Tomberg, * 20. Mai 1926 in Morna, Landgemeinde Mulgi) ist ein estnischer Übersetzer, Publizist und Buchwissenschaftler.

## Leben und Werk
Uno Liivaku machte 1946 in Tallinn Abitur und studierte danach einige Jahre an der wirtschaftswissenschaftlichen Fakultät des Tallinner Polytechnikums sowie im Fernstudium am unionsweiten Kredit- und Finanzinstitut, ohne jedoch einen Abschluss zu machen. Seit 1947 arbeitete er als Bibliothekar in Tallinn, danach in diversen anderen Stellungen, ab 1963 als Dolmetscher. Seit 1986 ist er als freiberuflicher Übersetzer tätig.
Liivaku übersetzte zunächst populärwissenschaftliche Bücher und wandte sich später vor allem der deutschen Literatur zu. Aus seiner Feder stammen estnische Übersetzungen von u. a. Heinrich Böll, Lion Feuchtwanger, Theodor Fontane, Max Frisch und Hermann Hesse, aus dem Finnischen hat er beispielsweise Mika Waltari übertragen.
Außerdem widmete er sich der estnischen Buchgeschichte und legte hierzu 1995 eine Monografie vor. Er war Mitarbeiter verschiedener Wörterbücher und befasste sich auch mit stilistischen und sprachpflegerischen Fragen.
Er ist der Vater der estnischen Literaturwissenschaftlerin Luule Epner.

## Auszeichnungen
- 1993 Ferdinand-Johann-Wiedemann-Preis

## Bibliografie (Auswahl)

### Monografien
- (mit Uno Mereste) Kuidas seda tõlkida. Valgus, Tallinn 1975. 227 S.
- Kust king keelt pigistab. Valgus, Tallinn 1978. 215 S.
- Eesti raamatu lugu. Monokkel, [Jyväskylä] 1995. 310 S.
- Kirjakeel ja kirjasõna. Eesti Keele Sihtasutus, Tallinn 1999. 189 S.
- Väike soovitussõnastik. Eesti Keele Sihtasutus, Tallinn 2001. 203 S.
- Suur soveti keele sõnaraamat. Monokkel, Tallinn 2014. 472 S.

### Aufsätze
- Kuidas eesti ajakirjanikud venestavad eesti keelt, in: Keel ja Kirjandus 4/1990, S. 194–201.
- Die Esten als Büchervolk, in: Baltica 3/1993, S. 32–43.
- Heitlus eesti keele pärast, in: Keel ja Kirjandus 7/1997, S. 433–443.
- Heitlus eesti keele pärast (II). ("Muutuv keel"), in: Keel ja Kirjandus 6/1999, S. 386–393.

### Sekundärliteratur
- Peeter Olesk: Eesti ühiskond ja tema raamat, in: Keel ja Kirjandus 5/1996, S. 335–336.